# Absu
Absu je americká metalová kapela z města Plano v Texasu, která se zformovala v roce 1989 (původně pod názvem Dolmen, poté Azathoth, Eternus a Necrotic). Názvem Absu se honosí od roku 1991, ten vychází ze sumerské mytologie ze slova Abzu a odkazuje na podzemní oceán. Její členové nazývají svou tvorbu jako mytologický okultní metal, nicméně v počátcích hrála death metal, později směs thrash metalu a black metalu.
Debutní studiové album s názvem Barathrum: V.I.T.R.I.O.L. vyšlo v roce 1993.

## Diskografie
Dema
- Immortal Sorcery (1991)
- Return of the Ancients (1991)
- Infinite and Profane Thrones (1992)
- Promo Tape 1993 (1993)

Studiová alba
- Barathrum: V.I.T.R.I.O.L. (1993)
- The Sun Of Tiphareth (1994)[3]
- The Third Storm Of Cythraul (1997)[4]
- Tara (2001)
- Absu (2009)
- Abzu (2011)

EP
- The Temples of Offal (1992)
- ...And Shineth Unto the Cold Cometh... (1995)
- In The Eyes of Ioldánach (1998)
- L'attaque du tyran: Toulouse, le 28 avril 1997 (2007)

Kompilační alba
- Mythological Occult Metal: 1991-2001 (2005)

Split nahrávky
- několik split nahrávek